# Ciclismo ai Giochi della XXVIII Olimpiade - Cronometro femminile
La Cronometro femminile dei Giochi della XXVIII Olimpiade fu corsa il 18 agosto ad Atene, in Grecia, ed affrontò un percorso totale di 23,5 km. Fu vinta dalla olandese  Leontien van Moorsel, che terminò la gara in 31′11".

## Risultati
| Pos. | Corridore            | Squadra       | Tempo   |
| ---- | -------------------- | ------------- | ------- |
| 1    | Leontien van Moorsel | Paesi Bassi   | 31′11"  |
| 2    | Deirdre Demet-Barry  | Stati Uniti   | a 24"   |
| 3    | Karin Thürig         | Svizzera      | a 43"   |
| 4    | Christine Thorburn   | Stati Uniti   | a 1′03" |
| 5    | Lada Kozlíková       | Rep. Ceca     | a 1′04" |
| 6    | Oenone Wood          | Australia     | a 1′05" |
| 7    | Joane Somarriba      | Spagna        | a 1′14" |
| 8    | Zul'fija Zabirova    | Russia        | a 1′19" |
| 9    | Priska Doppmann      | Svizzera      | a 1′29" |
| 10   | Edita Pučinskaitė    | Lituania      | a 1′31" |
| 11   | Judith Arndt         | Germania      | a 1′35" |
| 12   | Ol'ga Sljusareva     | Russia        | a 1′40" |
| 13   | Mirjam Melchers      | Paesi Bassi   | a 1′50" |
| 14   | Jeannie Longo        | Francia       | a 1′44" |
| 15   | Trixi Worrack        | Germania      | s.t.    |
| 16   | Lyne Bessette        | Canada        | a 2′13" |
| 17   | Susan Palmer-Komar   | Canada        | a 2′15" |
| 18   | Teodora Ruano        | Spagna        | a 2′18" |
| 19   | Nicole Cooke         | Gran Bretagna | a 2′34" |
| 20   | Edwige Pitel         | Francia       | a 2′51" |
| 21   | Tatiana Guderzo      | Italia        | a 3′03" |
| 22   | Anita Valen          | Norvegia      | a 3′20" |
| 23   | Rasa Polikevičiūtė   | Lituania      | a 3′23" |
| 24   | Nataliya Kachalka    | Ucraina       | a 3′50" |
| 25   | Susanne Ljungskog    | Svezia        | a 4′06" |